# ヌレイエフ系
ヌレイエフ系（ヌレイエフけい、Nureyev Line）は馬（主にサラブレッド）の父系（父方の系図）の1つ。

## 概要
ノーザンダンサー直仔のヌレイエフを祖とする父系で、ノーザンダンサー系の子系統である。
ヌレイエフ自身は3戦2勝の成績を挙げた後に種牡馬になり、BCマイル連覇のミエスクや凱旋門賞勝ちのパントレセレブルなど活躍馬を多数輩出して、フランスリーディングサイヤーに二度輝いている。
後継種牡馬としてはBCターフの勝ち馬シアトリカルがアイルランドダービーのザグレブやインターナショナルステークスのRoyal Anthemなどを出しており、ヌレイエフの仔の中では最も成功した。それ以外にもソヴィエトスター・スピニングワールド・パントレセレブルらも種牡馬として一定の成功を収めている。
しかしシアトリカルの仔らはいずれも種牡馬として失敗に終わっており、これ以上の発展は難しい状態にある。パントレセレブルもこれといった後継種牡馬がおらず先行きは怪しい。ソヴィエトスター・スピニングワールドはオセアニアでは父系を繋げているが、そのほかの地域では勢いがない。
2018年現在でヌレイエフ系の中で最も勢いがあるのが、ヌレイエフの孫のピヴォタルである。ピヴォタル自身はG1を1勝しただけでそこそこの馬であったが、種牡馬としては短距離を中心に多くの活躍馬を出して大きな成功を収めた。その仔のカイラキー・シユーニが種牡馬としてG1馬を送り出しており、この先の発展が期待できる。

## サイアーライン
- Darley Arabian 1700
  - Bartlet's Childers 1716
    - Squirt 1732
      - Marske 1750
        - Eclipse 1764　　　---←エクリプス系へ戻る
          - Potoooooooo 1773
            - Waxy 1790
              - Whalebone 1807
                - Sir Hercules 1826
                  - Birdcatcher 1833
                    - The Baron 1842
                      - Stockwell 1849
                        - Doncaster 1870
                          - Bend Or 1877
                            - Bona Vista 1889
                              - Cyllene 1895
                                - Polymelus 1902
                                  - Phalaris 1913　　　---←ファラリス系へ戻る
                                    - Pharos 1920
                                      - Nearco 1935　　　---←ネアルコ系へ戻る
                                        - Nearctic 1954　　　---←ニアークティック系へ戻る
                                          - Northern Dancer 1961　　　---←ノーザンダンサー系へ戻る
                                            - Nureyev 1977　　　---↓ヌレイエフ系（改行）

---↓ヌレイエフ系---
- Nureyev 1977 → Miesque 1984、*フェアリードール 1991
  - *リドヘイム Lidhame 1982
  - *マジックミラー Magic Mirror 1982
  - Nugget Point 1982
    - King de Paris 1994

  - Theatrical 1982 → *ヒシアマゾン 1991
    - Mendocino 1989 → Starine 1997
    - Marchand de Sable 1990 → Marchand D'Or（g）2003
    - シアトルスズカ 1991
    - *ジェリ Geri 1992
    - *ザグレブ Zagreb 1993 → コスモバルク 2001、コスモサンビーム 2001
    - ボストンタイカン 1993
    - *タイキエルドラド 1994
    - Royal Anthem 1995
    - Hap 1996
    - Shakespeare 2001

  - Komaite 1983
  - Lead On Time 1983
  - *フォティテン Fotitieng 1984 → ワンダーパヒューム 1992
  - *ソヴィエトスター Soviet Star 1984
    - Ashkalani 1993
    - Starborough 1994
    - Starcraft 2000
      - Star Witness 2007
        - Star Turn 2013
        - Graff 2015

  - *ステートリードン Stately Don 1984
  - Alwuhush 1985
    - Aly's Alley 1996

  - *イクスクルーシヴヌレイエフ Exclusive Nureyev 1985
  - Literati 1985
  - Soviet Lad 1985
  - *パルナシャン 1985
  - Dancing Dissident 1986
  - Goldneyev 1986
    - Gold Away 1995 → Alexander Goldrun 2001

  - Great Commotion 1986
    - Lend a Hand 1995

  - Tragic Role 1986
  - Zilzal 1986 → Always Loyal 1994
  - Polar Falcon 1987
    - Pivotal 1993 →Golden Apples 1998 , Somnus（g） 2000
      - Kyllachy 1998
        - Twilight Son 2012

      - Captain Rio 1999
      - Excellent Art 2004
      - Falco 2005
      - Virtual 2005
      - Siyouni 2007
        - Sottsass 2016
        - St Mark's Basilica 2018

      - Farhh 2008

  - Robin des Bois 1987
    - Gentlemen 1992
    - Royal Ballet 1992
    - Fappie's Boy 1994

  - Rudy's Fantasy 1987
  - Anjiz 1988
  - Rinka Das 1988
  - Rudimentary 1988
  - King's Signet 1989
  - Kitwood 1989
    - Potrimagnus 1996

  - Wolfhound 1989
  - Caesour 1990
  - Jeune Homme 1990
  - Unusual Heat 1990
  - *エーピーダンサー 1990
  - Fadeyev 1991
    - Asidero 1996

  - *ハートレイク Heart Lake 1991
    - プレシャスカフェ 1999

  - Kingsttenham 1991
  - Atticus 1992
  - Joyeux Danseur 1993
  - *スピニングワールド Spinning World 1993
    - Thorn Park 1999
      - Jimmy Choux 2007
      - Ocean Park 2008
      - Spieth 2012

    - *シベリアンホーク 2000

  - *パントルセレブル Peintre Celebre 1994 → Pride 2000
  - Tekken 1994
  - *グレートサクセス 1994
  - *フサイチフレッド 1994
  - *ブラックホーク 1994
  - Diableneyev 1995
  - Good Journey 1996
  - King's Jewel 1996
  - Skimming 1996
  - *ストラヴィンスキー Stravinsky 1996
  - *ファスリエフ Fasliyev 1997
    - Russian Valour 2001

  - King Charlemagne 1998

- サイアーライン上は種牡馬入りした馬、→印の後は牝馬などの非種牡馬の代表産駒の一部を示す。また、日本調教馬における太字はG1級競走の勝ち馬を示す。